# Reed Hastings
Wilmot Reed Hastings Jr. (Boston, 8 ottobre 1960) è un imprenditore e filantropo statunitense.
È cofondatore, presidente del consiglio di amministrazione e amministratore delegato di Netflix e ha fatto parte del consiglio di amministrazione di Facebook dal 2011 fino al 2019 e di altre numerose organizzazioni no profit. Ex membro del California State Board of Education, Hastings è un sostenitore della riforma dell'istruzione attraverso le Charter school.
Reed Hastings precedentemente fece parte del consiglio di amministrazione di Microsoft dal 2007 fino al 2012. Nel settembre del 2016 venne riportato come Reed possedesse oltre 10 milioni di euro delle azioni di Facebook. Il 12 aprile 2019 Facebook annunciò che Hastings avrebbe lasciato il consiglio a partire dal 30 maggio 2019.

## Biografia
Hastings nacque a Boston, nel Massachusetts, da Joan Amory Loomis e Wilmot Reed Hastings Sr. Il suo bisnonno materno Alfred Lee Loomis era un procuratore, finanziere, scienziato, inventore. Ha frequentato il Buckingham Browne & Nichols School a Cambridge, sempre nel Massachusetts.
Nel 1981 è entrato nell'addestramento degli ufficiali dello United States Marine Corps, trascorrendo un'intera estate nella scuola per ufficiali alla Marine Corps Base Quantico. Non completò l'addestramento e non fu mai arruolato nella Marine Corps scegliendo invece di prestare servizio nella Peace Corps. Dopo essersi diplomato alla Bowdoin College, insegnò matematica nello Swaziland dal 1983 al 1985. Ad oggi attribuisce parte del suo spirito imprenditoriale a quest'associazione. Appena tornato, Hastings ha frequentato l'Università di Stanford laureandosi nel 1988 con un Master's degree in informatica.

### Fondazione di Pure Software
Il primo lavoro di Hastings fu alla Adaptive Technology, dove inventò uno strumento per il debugging software. Conobbe Audrey MacLean nel 1990 quando lei era amministratrice delegata alla Adaptive Corp. Hastings lasciò la Adaptive Technology nel 1991 per fondare la sua prima compagnia, Pure Software, che produceva prodotti per risolvere problemi relativi al software. L'azienda in rapida crescita si dimostrò presto impegnativa per Hastings, poiché mancava di esperienza manageriale, e di conseguenza non sapeva gestirla.
Il suo background ingegneristico non lo preparò alle sfide per diventare amministratore delegato, quindi chiese al suo consiglio di sostituirlo, affermando che stava perdendo la fiducia. Il consiglio rifiutò, e Hastings oggigiorno dice di aver imparato ad essere un uomo d'affari. Nel 1996, Pure Software annunciò una collaborazione con Atria Software, la quale riuscì ad integrare i programmi di Pure Software per rilevare i bug nel software con gli strumenti di Atria per gestire lo sviluppo di software complessi. L'obiettivo di Hastings nella collaborazione era quello di unificare le forze di vendita delle due società.
Il Wall Street Journal riferì in seguito che c'erano problemi nell'integrare le forze di vendita di Pure Software e Atria dopo che i responsabili delle loro vendite se ne erano andati dopo la collaborazione. Nel 1997 la compagnia combinata, Pure Atria, fu acquistata da Rational Software, che provocò un calo del 42% delle azioni di entrambe le società dopo l'annuncio dell'accordo. Hastings fu nominato in seguito Chief Technical Officer delle società combinate, ma lasciò poco dopo l'acquisizione. Dopo Pure Software, Hastings trascorse due anni a pensare a come evitare problemi simili alla sua prossima startup.

## Vita privata
Vive nella San Francisco Bay Area con la moglie Patricia e i due figli.